# Экономика Гоа
Экономика Гоа является важной составной частью экономики Индии.
| Валовый региональный продукт (в млн. рупий) |                              |
| Год                                         | Валовый региональный продукт |
| 1980                                        | 3,980                        |
| 1985                                        | 6,550                        |
| 1990                                        | 12,570                       |
| 1995                                        | 33,190                       |
| 2000                                        | 76,980                       |

Валовый внутренний продукт штата Гоа в 2007 году оценивался в $3 млрд в текущих ценах. Гоа является одним из самых состоятельных штатов, с высоким уровнем валового внутреннего продукта на душу населения и высокими темпами роста — 8,23 % в среднем за период 1990—2000, в 2009—10 гг. рост составил около 14 % в год, уступив только Аруначал-Прадешу, с его 22,43 %.
Туризм является ведущим направлением местной экономики, штат посещает 12 % туристов, приезжающих в страну. Туристический сезон приходится в основном на зиму и лето. Туристы из Европы бывают чаще зимой, в летнее время Гоа привлекает больше туристов из других штатов страны.

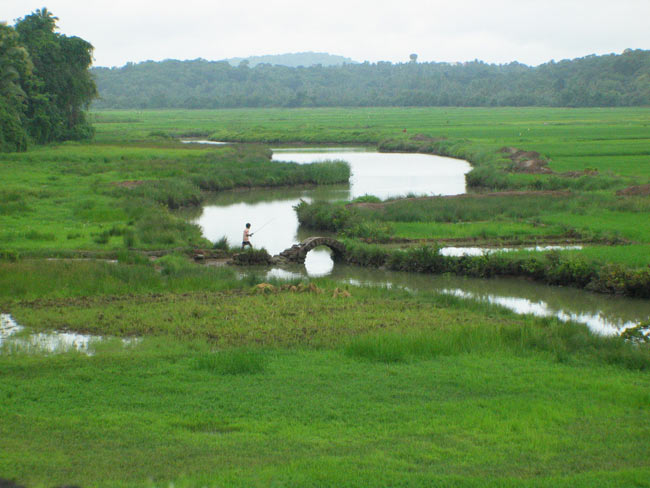
Участки с рисом

В регионе также развита добывающая промышленность, штат богат различными минералами. Порт Мармагао пропускает более 30 тыс. тонн грузов.
Рис является одной из важнейших сельскохозяйственных культур штата, выращивается арека, кешью и кокосовая пальма.
Есть производство консервов из рыбы и фруктов, пивоваренная промышленность, производство текстиля, обуви, фармакологическая промышленность.